# Diocesi di Balecio
La diocesi di Balecio (in latino Dioecesis Baleciensis) è una diocesi soppressa e sede titolare della Chiesa cattolica.

## Territorio
Sede vescovile era la città di Balecio o Balezo (Baleč o Baleš), nella valle del torrente Rrjolli, immissario del lago di Scutari, a circa 11 km dalla città di Scutari.

## Storia
Si hanno notizie dei vescovi di Balecio dal XIV secolo; ma l'erezione della diocesi potrebbe essere più antica. La diocesi era suffraganea ddell'arcidiocesi di Antivari.
Nella seconda metà del XV secolo la città di Baleč fu distrutta e la sede episcopale soppressa.
Dal 1933 Balecio è annoverata tra le sedi vescovili titolari della Chiesa cattolica; dal 20 aprile 2024 il vescovo titolare è Reynaldo Bersabal, vescovo ausiliare di Sacramento.

## Cronotassi

### Vescovi
- Guglielmo †
- Gerwicus de Grünberg, O.F.M. † (5 marzo 1347 - 1350 deceduto)
- Andreas Citer, O.F.M. † (1º giugno 1351 - ? deceduto)
- Giovanni †
- Alfonso da Cáceres, O.F.M. † (27 marzo 1420 - ? deceduto)
- Domenico Godani † (4 giugno 1422 - ? deceduto)
- Michele Paoli † (1º settembre 1424 - 11 ottobre 1428 nominato vescovo di Drivasto)
- Bernardo da Viviers, O.F.M. † (3 novembre 1428 - circa 1459 deceduto)
- Leonardo da Napoli, O.P. † (31 agosto 1459 - ?)
- Leonardo † (? - 30 luglio 1488 nominato vescovo di Lesina in Italia)

### Vescovi titolari
- Johannes Theodor Suhr, O.S.B. † (13 dicembre 1938 - 29 aprile 1953 nominato vescovo di Copenaghen)
- Agostino Baroni, M.C.C.I. † (29 giugno 1953 - 12 dicembre 1974 nominato arcivescovo di Khartoum)
- Amaury Castanho † (19 luglio 1976 - 30 novembre 1979 nominato vescovo di Valença)
- Claude Feidt † (5 luglio 1980 - 16 febbraio 1985 nominato arcivescovo coadiutore di Chambéry, Saint-Jean de Maurienne e Tarantasia)
- Peter Kang U-il (21 dicembre 1985 - 20 luglio 2002 nominato vescovo di Cheju)
- Franz Lackner, O.F.M. (23 ottobre 2002 - 18 novembre 2013 nominato arcivescovo di Salisburgo)
- Herwig Gössl (24 gennaio 2014 - 9 dicembre 2023 nominato arcivescovo di Bamberga)
- Reynaldo Bersabal, dal 20 aprile 2024